# 唐律疏義
『唐律疏義』（とうりつそぎ、『唐律疏議』とも）は唐の高宗の永徽3年（652年）に編纂された唐律の注釈書である。12編502条の各条にわたって字句の解釈をほどこすとともに，疑義の生じそうな条には適用に関する問答を付していて，唐代のみならず，中国刑法史の研究上もっとも重要な書である。

## 成立の経緯
長孫無忌等19人により編纂され、永徽4年（653年）に頒布された「永徽律疏」とされてきたが、仁井田陞らは開元25年（737年）に李林甫らによって編纂された「開元律疏」であると主張した。『唐律疏義』は魏晋南北朝以来の律を集成しそれに注疏を付した内容となっている。その内容から「疏在律後，律以疏存（疏は律の後に在り、律は疏を以って存す）」と称され、中国のみならず東アジアでの律令体制の重要典籍となり、漢代に開始された「春秋決獄」が正式に廃止されることとなった。『唐律疏義』の正式名称は『永徽律疏』であり、『唐律疏議』の名称は後代の通称である。なお宋元代には『故唐律疏義』の名称で呼ばれていた。
高宗の詔勅で「律学未有定疏，毎年所挙明法，遂無憑準（律には公式の注釈がなく、毎年の科挙で基準が定まっていない）」と現状を指摘し、太尉長孫無忌・司空李勣・尚書左僕射于志寧・刑部尚書唐臨・大理卿段宝玄・尚書右丞劉燕客・御史中丞賈敏行等に命じ衛禁・職制・戸婚・厩庫・擅興・賊盗・鬥訟・詐偽・雑律・捕亡・断獄の12篇・502条からなる永徽律を編纂させ、条文の後ろに注釈を加え『永徽律疏』が完成した。
『唐律疏義』は唐代にわたり改変されることなく、またその後の『大宋刑律統類（宋刑統）』・『大明律』・『大清律例』などの成立に影響を与えるとともに、日本や朝鮮・ベトナムでの律令体制確立にも直接の影響を与えた。

## 日本の律への影響
日本の大宝律、養老律の伝存状況は，律全体の4分の1ほどを占めるにすぎないので，残りの律の復元に際しても，その母法たる唐初の疏議は貴重な文献である。